# Ленен, Лазар
Лазар Републикан Ленен (фр. Lazare Républicain Lenain, 1793—1877) — французский букинист, маг, оккультист и работник текстильной промышленности Амьена, автор труда «Каббалистическая наука» (Амьен, 1823), в котором стремился развенчивать мифы про магию. В книге речь идёт о 72 ангелах (или «добрых гениях»), которые окружают престол Божий, и о том, как определить среди них своих личных гениев. «Каббалистическая наука», представляющая собой своего рода «учебник для магов», имела некоторый успех во французских оккультных кругах конца девятнадцатого века. Впоследствии книга была переведена на многие европейские языки.

## Биография
Лазар Ленен родился в Париже 17 февраля 1793 года, перед эпохой террора якобинской диктатуры. Его отец умер одиннадцать лет спустя. Мы обнаруживаем Лазара в 1814 году в Амьене, среди призывников наполеоновских войск. Он провел в этом городе остаток своей жизни, чередуя ремесла букиниста и мотальщика бархата.
Он был посвящён в 1818 году в степень мастера масона в амьенской ложе «Совершенной искренности» Великого востока Франции, за несколько лет до прекращения деятельности масонских лож города.
У него было две жены и не менее 16 детей, пять из которых умерли в младенчестве. Ленен также является автором многих стихотворений и рукописей по магии, часть из которых на сегодняшний день нигде не найдена.
Ленен женился в 1817 году на Мадлен Руссель. От этого первого брака родились восемь детей, чьи имена отражают интересы Ленена, колеблющиеся между религией и древней культурой: Жозеф Агла (1820—1855), Арсен Абрахам (1822-?), Пьер Инри (или Анри) Эммануэль (1824—1828), Александрин Исида (1824—1827), Мишель Даниэль Жозеф Адонис (1825-?), Адонис-Жермен (1827-?), Луи Александр (1833-?) и Этьен Нарцисс (1833-?). Мадлен умирает при родах в декабре 1833 года. Ленен вновь женится несколькими месяцами позже на Виктории Элуа, которая подарила ему ещё восемь детей: Аглая Роуз (1834-?), Жозефина (1835-?), Симон Пьер (1837—1837), Мари (Жозефина Катрин) (1838—1840), Мария Евгения (1840-?), Мария (Сесиль) Мадлен (1841—1845), Пьер Леон Эммануэль (или Эмиль) (1844—1858) и Мари Габриэль Рафаэль Мишель (1846-?).
Наряду с социально-экономическими кризисами, затрагивающими регион, финансовое положение семьи ухудшалось с конца 1830-х годов, по крайней мере, до революции 1848 года, когда Ленен активно сражался на стороне республиканцев.
Последние тридцать лет его жизни менее известны. Тем не менее, похоже, что Ленен, один из последних амьенских букинистов королевской эпохи, стал в глазах своих сограждан такой знаковой и привлекательной фигурой пикардского городка.

## Каббалистическая наука
Эпоха Реставрации — это период ослабления цензуры по отношению к трудам по низшей магии, распространенным в сельских местностях. Последние, называемые гримуарами, предлагают всевозможные рецепты для различных целей и с невероятными ингредиентами, чаще всего без малейшего этического рассмотрения. Ленену, библиофилу, пылкому христианину и хранителю различных магических манускриптов, приписанных фигуре царя Соломона и рассматриваемых им как высокодуховные, предстояло восстановить в сознании своих соотечественников образ магии, искажённый существованием таких гримуаров. В его глазах магия представляет высшую науку, поскольку она предоставляет доступ к самым сокровенным тайнам вселенной и её эманации вне божественного лона. Таким образом, «Каббалистическая наука» предлагает вернуть знания, раскрытые праотцам ангелами, и которыми маги древности (египтяне, персы, халдеи и т. д.) в совершенстве владели, очень модная идея в некоторых литературоведческих кругах эпохи Возрождения и поддержанная, в частности, Генрихом Корнелиусом Агриппой в его «Оккультной философии» (1533—1535), одном из основных источников Ленена.
Вдохновлённый также работами Рейхлина («De Arte Cabalistica», 1517), Ленен предложил «иерархическое и тройственное разделение Вселенной»: «материальный» мир подвержен влияниям «астрологического» мира, так называемый «невидимый» мир трансцендентен им обоим. Каждый из этих трёх миров в последнюю очередь характеризуется обитающими в нём гениями. Элементные гении (сильфы, ундины, гномы, саламандры) передвигаются в материальном мире, планетарные гении (Луна, Меркурий, Венера, Солнце, Марс, Юпитер, Сатурн) составляют астрологический мир, а 72 ангела «великого имени Бога», разделённые на девять хоров восьми ангелов, составляют невидимый мир (только эти две последние категории могут быть объектом призывов). Важность 72 ангелов, помимо их иерархического положения, заключается в том, что их число непосредственно вытекает из божественного имени, состоящего из четырёх букв, написанных на иврите — Йод-Хе-Вав-Хе (корень имени Иегова), путём математического и символического процесса, основанного на численном значении еврейских букв (гематрии). Имена этих ангелов затем выводятся из трёх последовательных стихов книги Исход (14.19-21), каждый из которых состоит из 72 рекомбинированных в этом смысле букв.
Цель магических операций состоит в ритуальном призыве этих ангелов и планетарных гениев с помощью талисманов, в «Каббалистической науке» излагается часть необходимых условий для их выполнения. Однако книга, и поскольку её содержание прямо не указывает на это, не должна рассматриваться при этом как простое руководство по магии, и принципиально апологетический замысел её автора не следует упускать из виду. Содержащиеся в ней данные, которые не всегда согласуются друг с другом, имеют целью «познакомить с магией», практические применения этих данных в данном случае второстепенны.
К числу этих применений относится в частности «искусство узнавания добрых гениев»: дело в том, что каждый человек привязан по рождению к трём гениям невидимого мира, одному, ответственному за его физическое состояние, другому — за его мораль, и последнему — за его ум. Все три идентифицируются в зависимости от дня (физическое состояние и мораль) и времени рождения (ум). Качества и сферы влияния 72 гениев, а также данные, необходимые для реализации их призыва, и характеристики вредоносных гениев, изложены в главе VI, которая составляет треть работы.
Вкладыш изначально должен был продаваться совместно с «Каббалистической наукой», но по неизвестной причине так и не был опубликован. Он должен был представлять ключевую концепцию всей книги, а также единственное подлинное нововведение Ленена — «каббалистическую сферу». Эта теоретическая сфера, разделённая на 72 равных меридиана и, следовательно, предлагающая столько же сегментов для 72 «ангелов сферы», позволяет определить «точки пересечения» между этими ангелами и мирами, видимым и астрологическим. Применительно к годовому солнечному циклу (сокращённому до 360 регулярных дней с момента весеннего равноденствия), она позволяет, например, получить две «таблицы», состоящие соответственно из 72 групп по 5 дней и 5 групп по 72 дня, по которым последовательно распределяются гении. У нас также есть 72x20 минут в сутках, 72x5 градусов земного экватора и т. д. Таким образом, система является в некоторой степени приложением к «традиционной» магии современного механистического мышления.
Астрология «Каббалистической науки», отчасти вдохновлённая произведениями Эттейллы (Жан-Батиста Альетта) и его ученика Мельхиора д’Одусе, с чисто астрономической точки зрения охватывает только фактическое положение Солнца и Луны, хотя Ленен также придаёт большое значение теориям Дюпюи («De l’origine des cultes», 1794) и Габриэля-Андре Оклера («La Thréicie», 1799). Планетарные гении в основном воспринимаются только по дням недели и её регулярными делениями на 4х7 групп по шесть часов и 24х7 часов.
В книге также сообщается о ряде изменений с точки зрения христианской каббалы, связанных с божественными, ангельскими именами и символикой букв еврейского алфавита. Эти изменения основаны, как уже говорилось, на работах Рейхлина и Агриппы, а также на работах отца-иезуита Афанасия Кирхера («Œdipus Ægyptiacus», 1652—1654) и менее известных авторов, таких как капуцин Эспри Саббатье («L’ombre idéale de la sagesse universelle», 1679), Станислас д’Ольне («Thuileur des 33 degrés de l'Écossisme», 1813), или ещё на «Магическом и астрологическом календаре» (J.-B. Grosschedel von Aïcha, vers 1620/Th. du Chenteau, 1775).
«Каббалистическая наука», которая была выпущена в 1823 году с тиражом всего в 500 экземпляров, стала в девятнадцатом веке редкостью, которую искали любители оккультизма. Она входит в каталог оккультной библиотеки Станисласа де Гуайты, а также её экземпляр принадлежал маркизу Александру де Сен-Ив Д’Альвейдре. Папюс (Жерар Анкосс) посвятил главу своей «Каббалы» (1903) восстановлению записей Ленена о 72 ангелах, приведённых в «Каббалистической науке», соответствующих, по его словам, высшей ступени иудео-христианской каббалы через её оперативную и инвокационную сторону. В этом направлении за ним последовал Робер Амбелен («La kabbale pratique», 1951). Ленена также можно рассматривать как предшественника оккультной мысли, в силу амбиций его объединяющего ума, а также его практике систематически цитировать свои источники, что свидетельствует о его уважении к историографии.
Под руководством оккультистов из окружения Папюса «Каббалистическая наука» была впервые переиздана в 1909 году Дюжолем и Тома («Dujols et Thomas»), а Éditions traditionnelles году снова опубликовал её в 1963 году. С тех пор она выдержала множество переизданий, и сегодня переведена на итальянский, испанский, португальский и русский языки.
Работа Ленена сегодня особенно ценится некоторыми представителями Нью Эйджа (или New Age) за относительную простоту его системы, которая после удаления её чисто духовного, символического и спекулятивного содержания предоставляет относительно лёгкие (или даже упрощённые) применения на практике, доступные для всех. Чисто механическая сторона «Каббалистической науки», которая заключалась у Ленена практически только в определении подходящих моментов для встречи с гениями, опережала понятия божественной благодати и призывной деонтологии. В результате у большинства авторов получились более или менее атеистические «автоматические» магические системы, эффективность которых строго зависит от силы воли оперирующего и более не рассматривает ангелов как свободных союзников, но как послушных и во многом безличных сил. Самое интересное современное применение «Каббалистической науки», несомненно, заключено в работе Кабалеба под названием «Ангелы» (trad. fr. 1989).

## Неизданные произведения и «плакаты»
Ленен оставил после себя довольно значительное количество рукописей, написанных в основном в 1830-х годах. Эти тексты, вдохновлённые преимущественно средневековой и современной магией, связанной с фигурой царя Соломона, (которая главным образом заключается в искусстве подчинения демонов с помощью Бога, ангелов или астрологических гениев) свидетельствуют как об усердной практике их автора, так и о его нововведениях в этой области. Цели, глубоко отмеченные христианской этикой, заключаются в божественном созерцании, откровении во сне посредством 72 ангелов и самосовершенствовании практика. Ритуалы почти полностью очищены от элементов демонического характера и сводятся к регулярному чтению наизусть молитв и литаний, подкреплённому надписью на пергаменте с указанными формулами, освящёнными талисманами и дисциплинарной жизнью, заключающейся в уважении себя, Бога и ближнего. Согласно данными «Каббалистической науки», первостепенное значение имеет хронологическая структура операций.
Произведение Ленена также характеризуется широким использованием магических квадратов, которым он приписывал высокую эффективность.
| 203 | 244 | 195 | 236 | 187 | 228 | 179 | 220 | 171 |
| 172 | 204 | 245 | 196 | 237 | 188 | 229 | 180 | 212 |
| 213 | 173 | 205 | 246 | 197 | 238 | 189 | 221 | 181 |
| 182 | 214 | 174 | 206 | 247 | 198 | 230 | 190 | 222 |
| 223 | 183 | 215 | 175 | 207 | 239 | 199 | 231 | 191 |
| 192 | 224 | 184 | 216 | 167 | 208 | 240 | 200 | 232 |
| 233 | 193 | 225 | 176 | 217 | 168 | 209 | 241 | 201 |
| 202 | 234 | 185 | 226 | 177 | 218 | 169 | 210 | 242 |
| 243 | 194 | 235 | 186 | 227 | 178 | 219 | 170 | 211 |

Пример магического квадрата, составленного Лененом за 1863 год («магическая сумма», полученная путём сложения величин, включённых в каждый ряд, столбец или диагональ, равна числу года)
- «Кабалистический обряд» (1830): этот документ, представленный как «продолжение и дополнение Кабалистической науки», содержит преимущественно ритуал Ленена. Описанные в нём операции, особенно требующие больших усилий (декламация нескончаемых литаний), должны выполняться ежедневно и в течение минимальной продолжительности солнечного года. Это синтез различных магических манускриптов, с которыми можно на сегодняшний день ознакомиться в определённых версиях в библиотеке Арсенала (Париж), основными из которых являются «Гептамерон» псевдо-Пьера д’Абана (или псевдо-Пьетро д’Абано)[1], «Зекербони» псевдо-Пьера Мора (или псевдо-Петера Мора)[2] и сборник различных ритуалов[3]. Рукопись принадлежала доктору Дебуа (1798—1864), врачу и председателю общества по исследованию животного магнетизма в Руане. В настоящее время она хранится в городской библиотеке Нормандии.
- «Божественная каббала, содержащая подробное объяснение великого имени Бога» (1830): копия Ленена более старой рукописи, где встречаются его излюбленные темы, а также инструкции по магическому использованию 150 псалмов. Эта копия (323 страницы) дополнена невероятным количеством заметок и комментариев Ленена[4].
- «Божественная каббала евреев, содержащая объяснение и ключ к священным именам Бога»: о «великих божественных именах» из 42 и 72 букв и их магическом использовании, основные темы иудейской и христианской каббалы[4].
- «Божественная каббала, содержащая семьдесят двух ангелов с их обязанностями и печатями небесной и ангельской сфер»: английская версия (1840) оригинала Ленена, принадлежавшая английскому оккультисту Фреду Хокли (1808—1885), и по сей день хранится в библиотеке Ньюберри в Чикаго. Второй манускрипт руки Хокли хранится в библиотеке Wellcome, которой принадлежит ещё один манускрипт этой работы на французском языке.
- «Арканы, или тайны герметической философии» (1832): уникальная алхимическая рукопись Ленена, представленная как копия документа, найденного «в Бастилии человеком, которому не было никакого дела». К длинному списку алхимических и спагирических рецептов, отчасти вдохновлённых древними авторами (тема «sel énixe»[5], питьевое золото, лечение цинком и т. д.), прилагаются десять страниц, посвящённых графу Сен-Жермену, переписанных в книгу апокрифических летописей[6], а также пьеса в стихах, составленная Лененом. Этот документ был частью коллекции алхимических текстов, собранной композитором Нино Ротой и его другом Винчи Верджинелли, коллекция была практически полностью передана академии деи Линчеи (Рим) в 1980-х годах.

Это малоизвестный трактат, который «Алхимическая цифровая библиотека чудес» (BNAM) на сегодняшний день предоставляет вам; он указан в каталогах как принадлежащий известному в эзотерических кругах девятнадцатого века оккультисту г-ну Лазарю Ленену (1793—1877), который опубликовал несколько работ, имевших в своё время определённый успех.
«Арканы» издавались только один раз в 1832 году. Переложение, которое мы представляем вам, опубликовано на основе рукописи 1831 года, выполненной неким Мартином, и получено непосредственно из оригинала, найденного при сносе Бастилии. Невозможно было сравнить распечатку с рукописью, поэтому она предоставляется без изменений и такая, как есть, со всеми ошибками, без попыток прояснить некоторые повороты фраз, которые, на первый взгляд, кажутся бессвязными или неполными, и это из уважения к её автору, который, несомненно, написал её в спешке, и останется, по всей видимости, анонимным навсегда. Подход, который, кажется, также уважал гражданин Мартин.
В конце рукописи воспроизводятся отрывки из работы «La cassette du petit Paysan», опубликованной в последний раз в 1661 году Манже, а также некоторые отрывки из труда «Lettres du Sanselrien Tourangeau», опубликованного в 1777 году. Зная, что разрушение Бастилии началось в июле 1789 года, мы, следовательно, можем примерно определить по временем нашего анонима, который, если он и не был адептом, как он утверждает, учитывая ход мысли, который он нам предлагает для определения как первичной материи, так и растворителя мудрецов, тем не менее, остаётся сильным учёным. Некоторые при его чтении также будут удивлены происхождением рудников, из которых он черпает свой астральный разум, но другие, которых простой огонь и материя не пугают, могут найти в описании, которое он предлагает нам для своих действенных манипуляций, гораздо больше, чем они надеялись получить.
Кроме того, было бы никоим образом неинтересно сравнивать эту рукопись с тем, что писали господа М. де Респур и Делок о цинке, для того, говорили они, чтобы извлечь из него минеральный дух и сделать его предметом великой работы. Атос.
- Ленен также являлся автором десятка поэм, имеющих тираж в несколько сотен экземпляров (на разрозненных листках или «плакатах»), чаще всего связанных с религиозными темами: «Гимн или призыв к Богу» (1829 г.), «Приветствие Пресвятой Богородице» (1840), «Призыв к Великому Иегове» (1842) и др. Он также являлся автором поэмы, посвященной Карлу X («Ronde de table», 1824?), и революционной республиканской песни («La Picarde», 1848). Он работал в 1820-х годах над написанием поэтического произведения в манере философа Лукреция под названием «Философия природы».[10]
- В 2019 г. вышел русско-язычный перевод под названием «Ленен. Божественная каббала» (изд-во «Академия исследования культуры»).

### На русском языке
- Ленен. Каббалистическая наука, или способ узнавать добрых духов, влияющих на судьбу человека, с описанием их тайных подписей и талисманов и истинного способа их начертаний. Составлено на основании положений древних египетских, арабских и халдейских магов, заимствованных у самых знаменитых авторов Высших Наук. / Пер. А. В. Трояновского. — Издание журнала «Изида». — Санкт-Петербург: Типография «Печатный труд», 1913. — 126 с.